# Zermatt
Zermatt ([ˈʣɛrmat] o [ʦerˈmat], toponimo tedesco; in francese Praborgne, desueto) è un comune svizzero di 5 714 abitanti del Canton Vallese, nel distretto di Visp. È una rinomata stazione di turismo invernale ed estivo delle Alpi. 

## Geografia fisica
È situato in fondo alla Mattertal, nella parte orientale del Canton Vallese. La sua fama è data dalla famosa montagna che sovrasta il paese vallesano, il Cervino (in tedesco Matterhorn) (Alpi del Weisshorn e del Cervino), ma nel suo territorio ricade anche parte del massiccio del Monte Rosa (Alpi del Monte Rosa), e non lontano è posto anche il massiccio del Mischabel (Alpi del Mischabel e del Weissmies) con il Weisshorn a chiudere a nord-ovest.

## Storia
La prima attestazione di Zermatt risale al 1280, nella forma Pratobornum. I territori tra la Valtournenche e Zermatt dal XIV secolo fino agli inizi del XV secolo appartenero alla castellania di Cly il cui fondatore fu Bosone IV di Challant, visconte di Aosta; alcuni centri religiosi svizzeri vantavano diritti territoriali anche nella parte alta della Valtournenche. Il paese appartenne dapprima ai conti di Savoia (fino al 1249), poi ad altre famiglie nobiliari della regione (De la Tour, Von Raron, Asperlin, Blandrate), quindi a patrizi di Visp; il riscatto degli abitanti di Zermatt dalle signorie forestiere risale al 1618.
Fino all'inizio del XIX secolo Zermatt fu un modesto villaggio di montagna; a partire dalla metà del XIX secolo iniziò lo sviluppo turistico, prima come base alpinistica poi, con l'elettrificazione delle linea ferroviaria (1928), come stazione sciistica.

### Simboli
È probabile che la figura del leone sia stata ripresa dell'emblema del distretto di Visp (Vespia Nobilis) come simbolo di appartenenza oppure sia un riferimento al dominio della famiglia Asperlin (d'oro, al leone d'azzurro, coronato e lampassato di rosso).

## Monumenti e luoghi d'interesse
- Chiesa parrocchiale cattolica di San Maurizio, eretta nel XVI secolo e ricostruita nel 1916[2];
- Diga di Z'Mutt, inaugurata nel 1964.

## Società

### Evoluzione demografica
L'evoluzione demografica è riportata nella seguente tabella:
Abitanti censiti

### Lingue e dialetti
| %     | Ripartizione linguistica (gruppi principali) |
| ----- | -------------------------------------------- |
| 68,4% | madrelingua tedesca                          |
| 12%   | madrelingua francese                         |
| 7,9%  | madrelingua italiana                         |

## Cultura

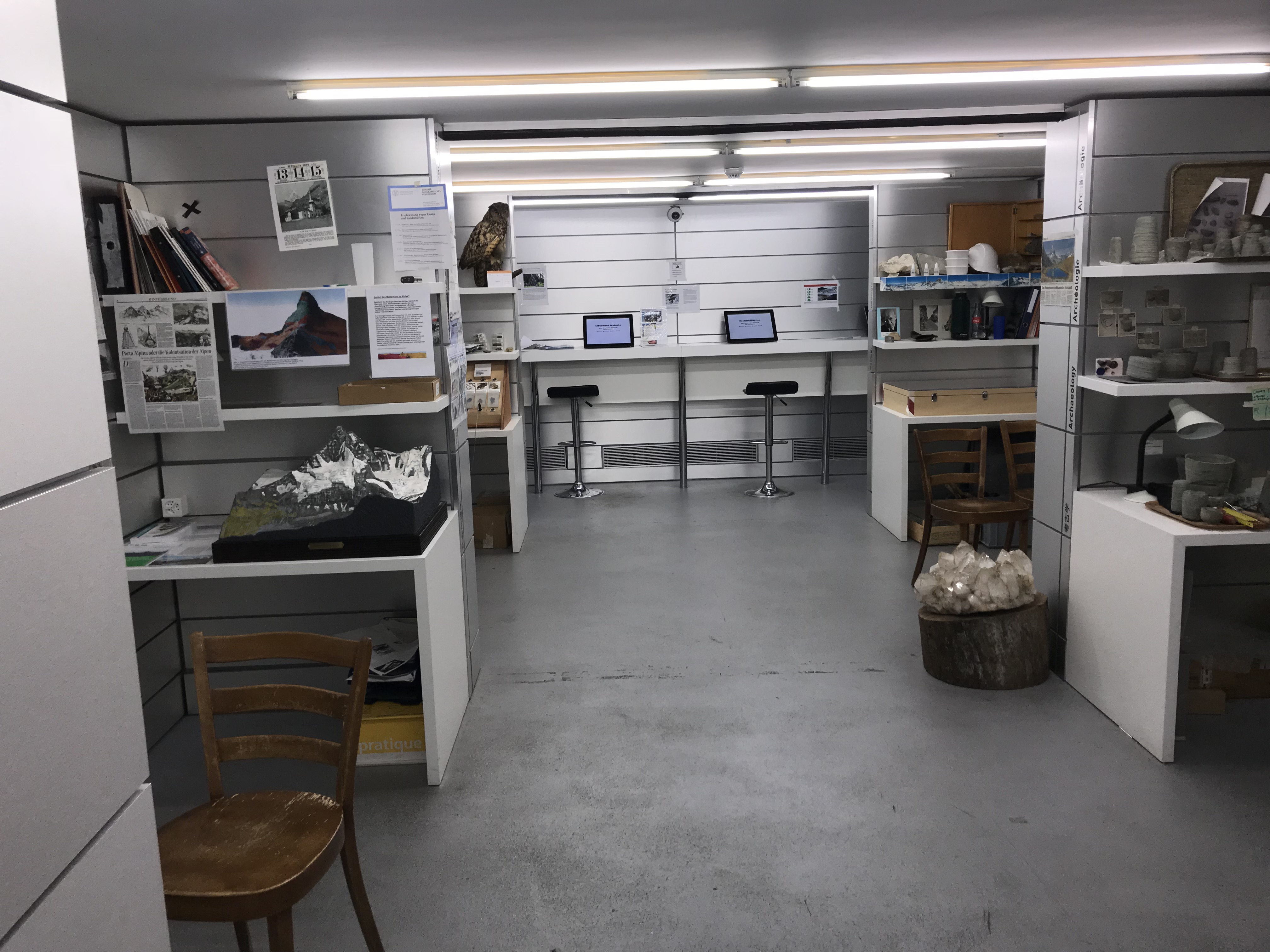
Il Museo del Cervino

A Zermatt è presente il Museo del Cervino (Matterhorn Museum) che racconta, tramite foto, testimonianze e oggetti, la storia della montagna; il museo è una ricostruzione di Zermatt nel XIX secolo.

## Economia

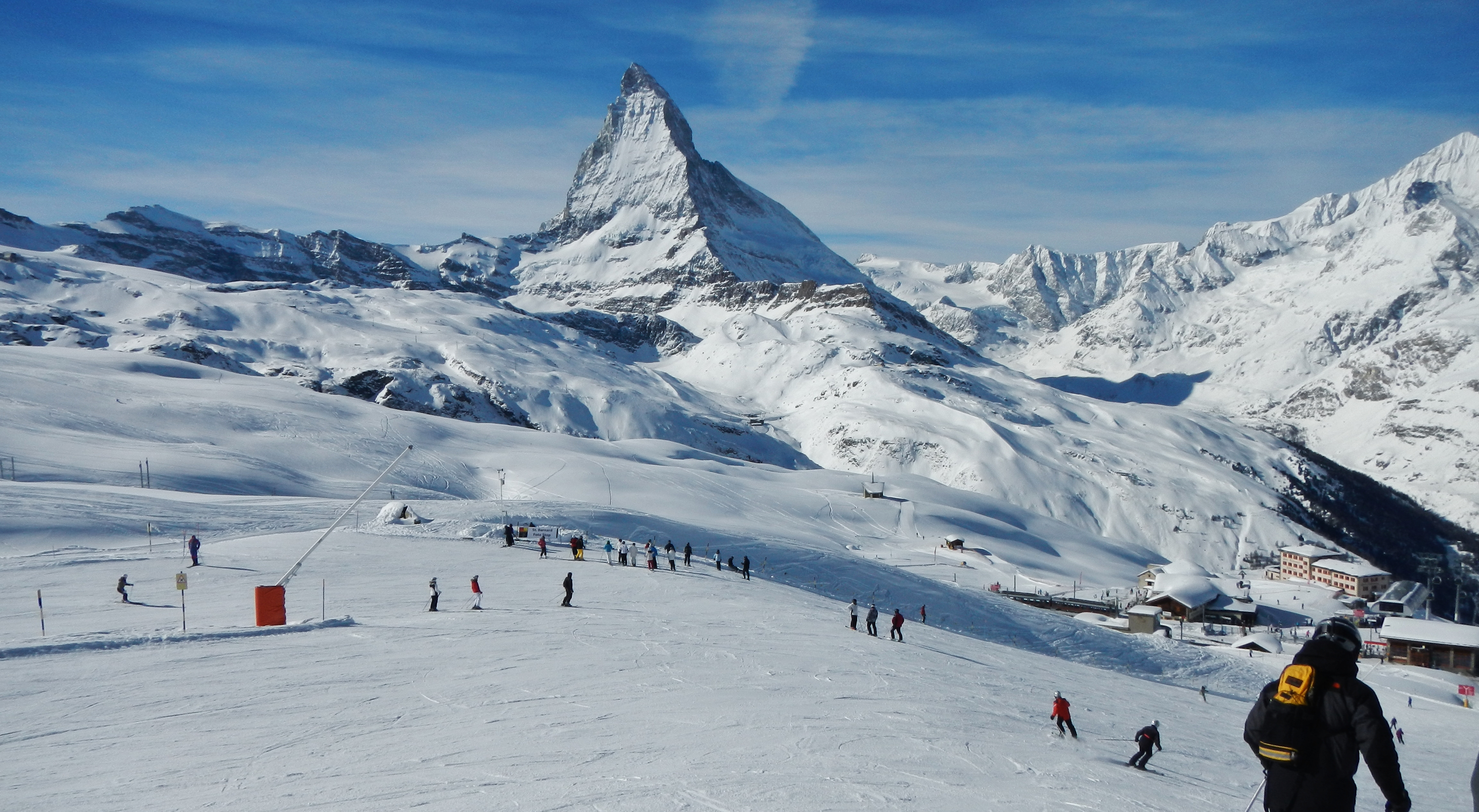
Piste sciistiche a Zermatt

Zermatt è una località di villeggiatura estiva e invernale sviluppatasi a partire dagli anni 1850 inizialmente come base alpinistica; la stazione sciistica di Zermatt, sviluppatasi a partire dagli anni 1920, fa parte del comprensorio sciistico Matterhorn Ski Paradise, che lo collega alle località italiane di Valtournenche e Breuil-Cervinia.

## Infrastrutture e trasporti

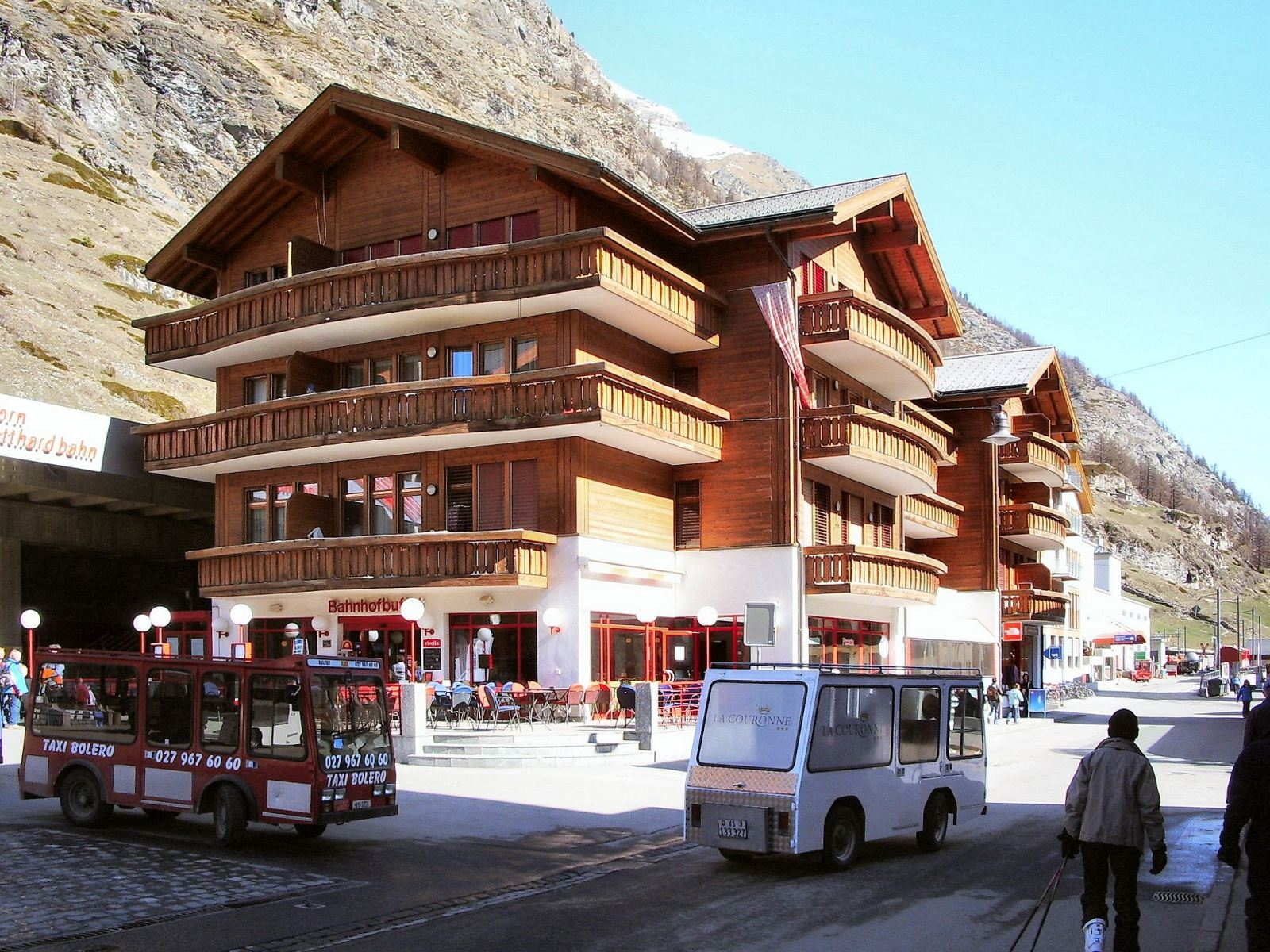
La stazione di Zermatt

Zermatt è servito dall'omonima stazione, capolinea della Briga-Visp-Zermatt. Zermatt è precluso alle automobili, quindi il collegamento principale con le altre regioni è assicurato dalla ferrovia a scartamento ridotto gestita dalla Matterhorn-Gotthard-Bahn (MGB). La linea di 35 km, aperta nel 1891, collega Zermatt a Visp, dove ci sono collegamenti per tutte le direzioni; su questa linea circola anche il Glacier Express. Da Zermatt parte anche la Ferrovia del Gornergrat. Le automobili private devono essere parcheggiate a Täsch, 6 km a valle; da qui un treno pendolare porta a Zermatt con una frequenza di 20 minuti.

## Amministrazione
Ogni famiglia originaria del luogo fa parte del cosiddetto comune patriziale e ha la responsabilità della manutenzione di ogni bene ricadente all'interno dei confini del comune.

## Sport
Zermatt ha ospitato, tra l'altro, i Campionati del mondo di corsa in montagna 1991.